# Лихтенштейн на зимних Олимпийских играх 1992
Лихтенштейн принимал участие в Зимних Олимпийских играх 1992 года в Альбервиле (Франция), но не завоевал ни одной медали.

## Результаты соревнований

### Горнолыжный спорт
Мужчины
| Соревнование      | Спортсмены     | Скоростной спуск/ 1 спуск | Скоростной спуск/ 1 спуск | Слалом/ 2 спуск | Слалом/ 2 спуск | Всего   | Место | Отставание |
| Соревнование      | Спортсмены     | Время                     | Место                     | Время           | Место           | Всего   | Место | Отставание |
| ----------------- | -------------- | ------------------------- | ------------------------- | --------------- | --------------- | ------- | ----- | ---------- |
| скоростной спуск  | Маркус Фозер   | не проводится             | не проводится             | не проводится   | не проводится   | DNF     | DNF   | DNF        |
| гигантский слалом | Гюнтер Марксер | 1:06,69                   | 14                        | 1:04,46         | 15              | 2:11,15 | 15    | +4,17      |
| гигантский слалом | Ахим Фогт      | 1:08,68                   | 31                        | 1:06,02         | 26              | 2:14,70 | 26    | +7,72      |
| гигантский слалом | Марко Бюхель   | DNF                       | DNF                       | —               | —               | —       | —     | —          |
| супергигант       | Гюнтер Марксер | не проводится             | не проводится             | не проводится   | не проводится   | 1:16,48 | 26    | +3,44      |
| супергигант       | Марко Бюхель   | не проводится             | не проводится             | не проводится   | не проводится   | 1:17,25 | 36    | +4,21      |
| супергигант       | Ахим Фогт      | не проводится             | не проводится             | не проводится   | не проводится   | DNF     | DNF   | DNF        |
| супергигант       | Даниэль Фогт   | не проводится             | не проводится             | не проводится   | не проводится   | DNF     | DNF   | DNF        |

| Соревнование    | Спортсмены   | Скоростной спуск | Скоростной спуск | Слалом  | Слалом | Всего  | Место |
| Соревнование    | Спортсмены   | Время            | Очки             | Время   | Очки   | Всего  | Место |
| --------------- | ------------ | ---------------- | ---------------- | ------- | ------ | ------ | ----- |
| суперкомбинация | Даниэль Фогт | 1:48,97          | 40,77            | 1:53,83 | 72,15  | 112,92 | 24    |
| суперкомбинация | Маркус Фозер | 1:49,12          | 42,30            | 1:59,58 | 104,59 | 146,89 | 29    |
| суперкомбинация | Ахим Фогт    | 1:47,09          | 21,61            | 2:07,86 | 151,30 | 172,91 | 30    |

Женщины
| Соревнование      | Спортсменка          | Скоростной спуск/ 1 спуск | Скоростной спуск/ 1 спуск | Слалом/ 2 спуск | Слалом/ 2 спуск | Всего   | Место | Отставание |
| Соревнование      | Спортсменка          | Время                     | Место                     | Время           | Место           | Всего   | Место | Отставание |
| ----------------- | -------------------- | ------------------------- | ------------------------- | --------------- | --------------- | ------- | ----- | ---------- |
| гигантский слалом | Биргит Хееб-Батлинер | DNF                       | DNF                       | —               | —               | —       | —     | —          |
| супергигант       | Биргит Хееб-Батлинер | не проводится             | не проводится             | не проводится   | не проводится   | 1:27,22 | 30    | +6,00      |

| Соревнование    | Спортсменка          | Скоростной спуск | Скоростной спуск | Слалом  | Слалом | Всего  | Место |
| Соревнование    | Спортсменка          | Время            | Очки             | Время   | Очки   | Всего  | Место |
| --------------- | -------------------- | ---------------- | ---------------- | ------- | ------ | ------ | ----- |
| суперкомбинация | Биргит Хееб-Батлинер | 1:28,90          | 38,14            | 1:24,62 | 126,11 | 164,25 | 20    |

### Лыжные гонки
Мужчины
| Соревнование                 | Спортсмен     | Результат | Место | Отставание |
| ---------------------------- | ------------- | --------- | ----- | ---------- |
| 10 км классическим стилем    | Маркус Хаслер | 31:27,0   | 45    | +3:51,0    |
| Гонка преследования 10+15 км | Маркус Хаслер | 1:10:46,6 | 36    | +5:08,7    |
| 30 км классическим стилем    | Маркус Хаслер | 1:31:03,3 | 43    | +8:35,5    |